# 赵店镇
赵店镇是中国山东省淄博市高青县下辖的一个镇。赵店镇除了注重农业发展，也逐渐发展个体私营经济，重要个体私营企业包括企业有高青中艺地毯有限公司、高青油区玻璃复合材料有限公司等。2001年，建成库容量3028万立方米的大芦湖平原水库，占地560公顷。

## 行政区划
赵店镇下辖赵店村、沙土魏村、索家村、桃花赵村、菜园村、王家村、吴家村、小安定村、樊家村、王桥村、崔家村、于家村、包福李村、李长奇村、后胡村、太平魏村、杨家村、道堂李村、贾家村、有言张村、果园村、苏家村、小王村、小张村、大卢村、三甲赵村、马家村、夏家楼村、于张村、石庙于村、苟士孙村、张槐村、高官寨村、温家村、祁家村、寨里孙村、霍刘村、业继王村、付光辉村、张道传村、朱泗皇村、河沟赵村、史家村、河沟李村。
1. ↑  .   [2021-09-03]. （原始内容存档于2016-10-30）.